# Gaultheria serrata
Gaultheria serrata là một loài thực vật có hoa trong họ Thạch nam. Loài này được (Vell.) Kin.-Gouv. ex Luteyn mô tả khoa học đầu tiên năm 1989.